# Korrekciós lencse
A korrekciós lencse egy, a csillagászati műszerek, vagy más optikai eszközökben használt, precízen megmunkált, és különleges bevonatokkal ellátott lencse. Korrekciós lencsét a Makszutov-Cassegrain-, a Schmidt-Cassegrain és a Schmidt-Newton-teleszkópokban használják. Feladatuk, hogy a beérkező fényt korrigálják, ezzel is csökkentve a főtükör optikai hibáit.
A 3 távcsőtípus korrekciós lencséje is különbözhet egymástól, méghozzá alakjukat tekintve. Míg a Makszutov-Cassegrain-távcsövekben egy homorú korrekciós lencsét találunk, addig egy Schmidt-Cassegrain- vagy Schmidt-Newton-teleszkóp sík lencsével van szerelve. Ezen lencsék hivatottak még a teleszkóp segédtükrének rögzítésére.